# Fernando Constanzo
Fernando Constanzo y Ramírez (Madrid, 5 de mayo de 1669–1724) fue un militar y gobernador colonial español.

## Biografía
Nació en Madrid el 5 de mayo de 1669, y el 18 de ese mes recibió el bautismo en la iglesia de San Juan Bautista de dicha ciudad. Fueron sus padres don Vicente Constanzo, oriundo de Nápoles (Reino de Nápoles, Corona de Aragón), y doña Inés María de Montes y Ramírez, natural de Madrid (Corona de Castilla).
Constanzo sirvió de capitán de una compañía del tercio de la costa del reino de Granada, en cuyo empleo se hallaba en 1693, cuando el rey Carlos II, por decreto del 14 de noviembre del susodicho año, le hizo merced de un hábito en cualquiera de las tres Órdenes, y eligiendo la de Santiago, el Consejo le mandó dar el título en 30 de abril de 1696. Para 1703 era sargento mayor del mismo tercio, siendo coronel don Pedro Mesía de la Cerda, y estuvo en la victoria que se consiguió en Ceuta contra los moros el 18 de mayo del mismo año; para 1707 ya era coronel del propio tercio.
Fue ascendido a brigadier.
Fue gobernador de la Capitanía General de Santo Domingo de 1715 a 1724, y presidente de la Real Audiencia de Santo Domingo.
Su hijo fue Isidoro Constanzo Ramírez (1722–?).
Durante un período de enfermedad de Constanzo, el capitán donostiarra Antonio de Landeche y de Arriola asumió como gobernador interino.